# Cottus beldingii
Espèce
Statut de conservation UICN

 LC  : Préoccupation mineure
Cottus beldingii (parfois dénommé Chabot paiute) est une espèce de poissons Scorpaeniformes de la famille des Cottidae.

## Description
Le Chabot paiute a une taille d'environ 13 centimètres. Il apprécie les eaux douces de l'ouest de l'Amérique du Nord de la Californie jusqu'au Canada en passant par les régions montagneuses des Rocheuses. Il est ainsi présent au sein du parc national de Grand Teton,.